# Dentella minutissima
Dentella minutissima là một loài thực vật có hoa trong họ Thiến thảo. Loài này được C.T.White & W.D.Francis mô tả khoa học đầu tiên năm 1921.